# Campionat d'Europa de futbol 2012
El Campionat d'Europa de futbol 2012, conegut simplement com a Eurocopa 2012 és el catorzè campionat de futbol de seleccions organitzat per la UEFA. Va tenir lloc entre el 8 de juny i l'1 de juliol de 2012 a Polònia i Ucraïna. És el primer gran torneig futbolístic celebrat per aquests països.

## Elecció de la candidatura organitzadora
Cinc candidatures van arribar al procés final per determinar l'organització del torneig:
- Croàcia -  Hongria
- Grècia
- Itàlia
- Polònia -  Ucraïna
- Turquia

El 18 d'abril del 2007 a Cardiff, es va imposar la candidatura conjunta de Polònia i Ucraïna amb els següents resultats:
- Polònia -  Ucraïna (8 vots)
- Itàlia (4 vots)
- Croàcia -  Hongria (cap vot)

### Candidatura de Polònia i Ucraïna

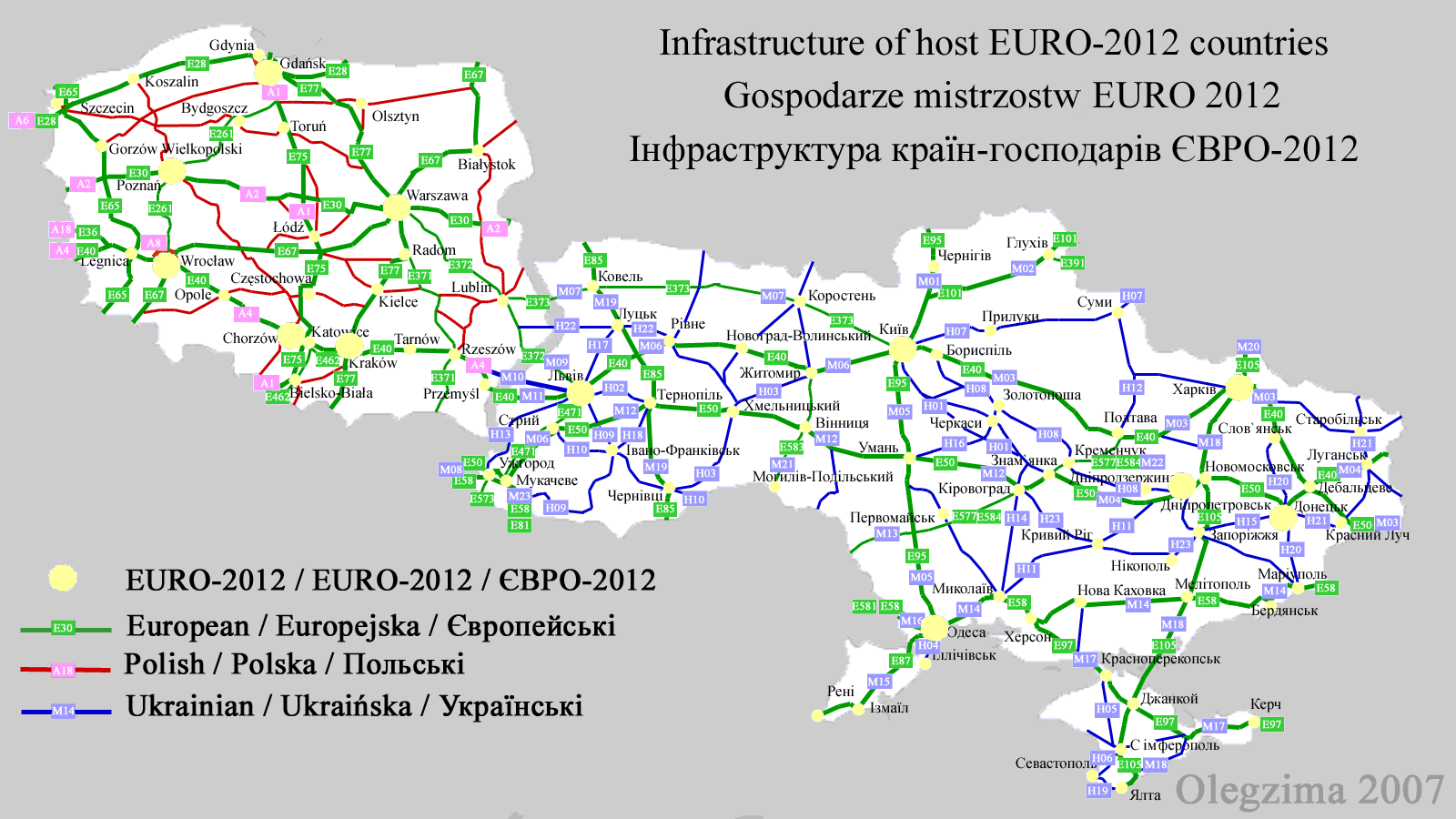
Xarxa de carreteres d'ambdós països.

Cap dels dos estats havien organitzat mai una gran competició futbolística i tampoc han organitzat un esdeveniment esportiu internacional plegats. Un 85,4% dels ucraïnesos i un 66,8% dels polonesos donaven suport la candidatura dels seus estats.
La manca de la infraestructura necessària per a desenvolupar el torneig ha estat un dels principals problemes que va enfrontar la candidatura. Entre altres qüestions, els delegats de la UEFA van manifestar públicament la seva preocupació pel mal estat de la carretera entre Gdańsk i Lviv, i que quatre dels estadis principals encara eren projectes a principis del 2007.
A aquests problemes s'hi afegí un gran crisi futbolística a Polònia després de la detenció de seixanta àrbitres per corrupció i la cancel·lació d'un torneig per part del Ministre d'Esports polonès. La intervenció del govern en temes esportius ha estat sancionada per part de la FIFA, i l'ex tresorer de la Federació de Futbol de Xipre, Spyros Maranges, va denunciar que hi va haver frau en l'elecció de la candidatura, ja que, almenys quatre directius de la UEFA haurien venut els seus vots a canvi d'uns 9.150.000 d'euros.

## Seus
| Varsòvia | Gdańsk                                                | Wrocław                                               | Poznań                                                |
| --- | ----------------------------------------------------- | ----------------------------------------------------- | ----------------------------------------------------- |
| Estadi Nacional Capacitat: 58.145 | PGE Arena Gdańsk Capacitat: 44.636 (Reduïda a 40.818) | Estadi Municipal Capacitat: 44.416 (Reduïda a 40.610) | Estadi Municipal Capacitat: 43.090 (Reduïda a 42.004) |
| Estadi Nacional de Polònia | PGE Arena                                             | Estadi Municipal de Wrocław                           | Estadi Municipal de Poznań                            |
| \| : Team base-camp : Match venue Breslau Kíev Lviv Donetsk Varsòvia Gdańsk Khàrkiv Poznań Kołobrzeg Kraków \| : Team base-camp : Match venue Breslau Kíev Lviv Donetsk Varsòvia Gdańsk Khàrkiv Poznań Kołobrzeg Kraków \| : Team base-camp : Match venue Breslau Kíev Lviv Donetsk Varsòvia Gdańsk Khàrkiv Poznań Kołobrzeg Kraków \| : Team base-camp : Match venue Breslau Kíev Lviv Donetsk Varsòvia Gdańsk Khàrkiv Poznań Kołobrzeg Kraków \| \| -------------------------------------------------------------------------------------------------------- \| -------------------------------------------------------------------------------------------------------- \| -------------------------------------------------------------------------------------------------------- \| -------------------------------------------------------------------------------------------------------- \| |                                                       |                                                       |                                                       |
| Kíev | Khàrkiv                                               | Donetsk                                               | Lviv                                                  |
| Estadi Olímpic Capacitat: 70,050 (Reduïda a 65.720) | Estadi Metalist Capacitat: 38.863 (Reduïda a 38.500)  | Donbass Arena Capacitat: 51.504 (Reduïda a 50.055)    | Arena Lviv Capacitat: 34.915                          |
| Estadi Olímpic de Kíev | Estadi Metalist                                       | Estadi Donbass                                        |                                                       |
| : Team base-camp : Match venue Breslau Kíev Lviv Donetsk Varsòvia Gdańsk Khàrkiv Poznań Kołobrzeg Kraków |                                                       |                                                       |                                                       |

També s'havien considerat altres estadis, que finalment van ser descartats en una reunió amb la UEFA el 13 de maig del 2009.
| Ciutat         | Població  | Estadi              | Capacitat |
| -------------- | --------- | ------------------- | --------- |
| Chorzów        | 114.686   | Estadi de Silèsia   | 55.211    |
| Cracòvia       | 754.854   | Estadi Municipal    | 33.680    |
| Dnipropetrovsk | 1.100.000 | Estadi Nacional     | 31.003    |
| Odessa         | 1.012.500 | Estadi Chornomorets | 34.362    |

## Equips classificats

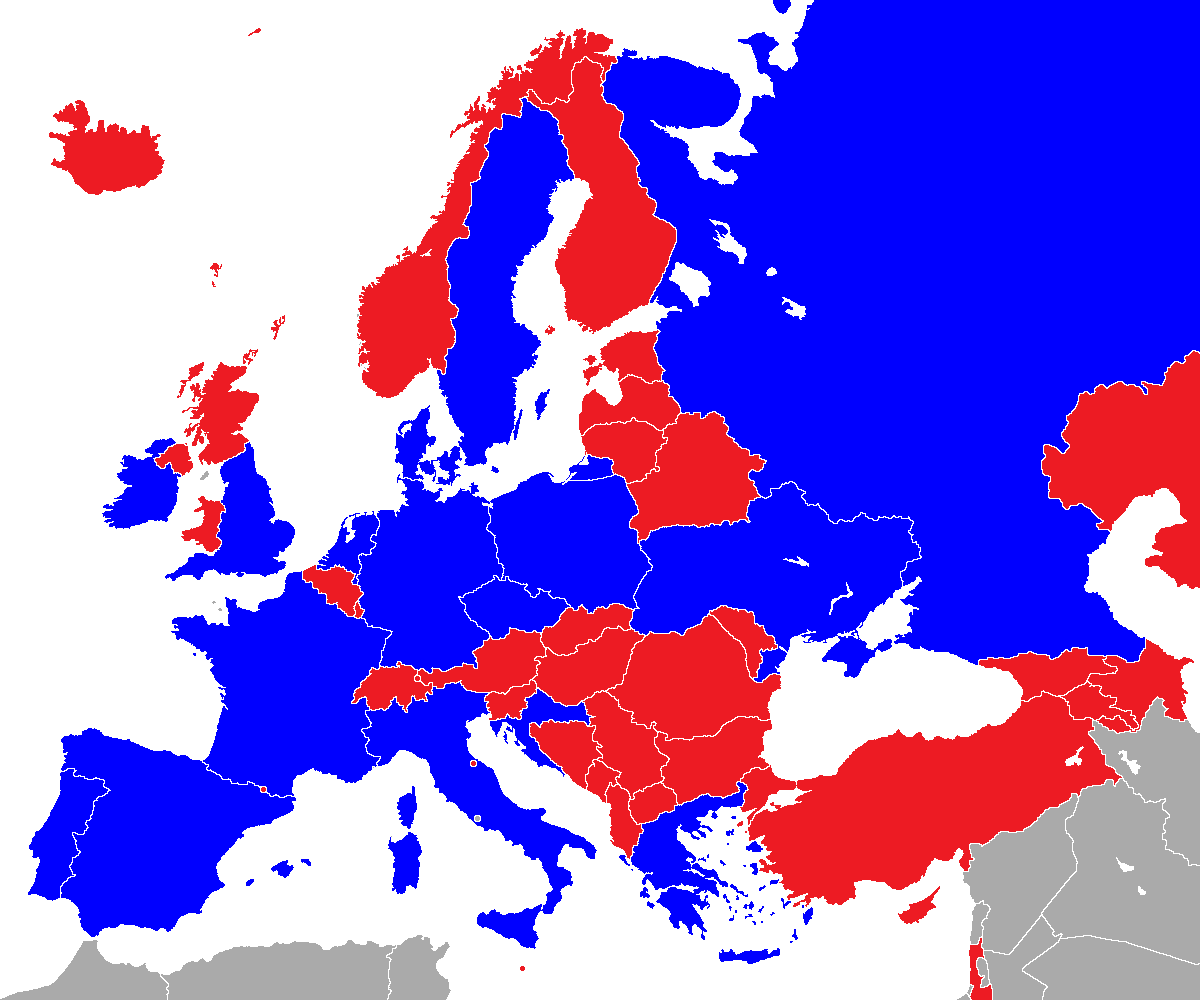
País classificat
País no classificat
País no membre de la UEFA

| Equips participants | Equips participants | Equips participants | Equips participants |
| ------------------- | ------------------- | ------------------- | ------------------- |
| Alemanya            | Espanya             | Països Baixos       | República Txeca     |
| Anglaterra          | França              | Polònia             | Rússia              |
| Croàcia             | Grècia              | Portugal            | Suècia              |
| Dinamarca           | Itàlia              | República d'Irlanda | Ucraïna             |

### Plantilles
Cadascun dels 16 equips participants compta amb 23 futbolistes seleccionats.

## Fase de Grups
Les hores estan indicades segons el fus local: UTC+2 a Polònia i UTC+3 a Ucraïna. L'horari UTC+2 és el mateix que l'horari central europeu a l'estiu, corresponent també a l'àmbit territorial catalanoparlant.

### Grup A
| Equip           | Pts | J | G | E | P | GF | GC | Dif |
| --------------- | --- | - | - | - | - | -- | -- | --- |
| República Txeca | 6   | 3 | 2 | 0 | 1 | 4  | 5  | -1  |
| Grècia          | 4   | 3 | 1 | 1 | 1 | 3  | 3  | +0  |
| Rússia          | 4   | 3 | 1 | 1 | 1 | 5  | 3  | +2  |
| Polònia         | 2   | 3 | 0 | 2 | 1 | 2  | 3  | -1  |

| Polònia         | 1–1 | Grècia           |
| --------------- | --- | ---------------- |
| Lewandowski 17' |     | Salpinguidis 51' |

| Rússia                                             | 4–1 | República Txeca |
| -------------------------------------------------- | --- | --------------- |
| Dzagóiev 15', 79' · Xirókov 24' · Pavliutxenko 82' |     | Pilař 52'       |

| Grècia     | 1–2 | República Txeca       |
| ---------- | --- | --------------------- |
| Guekas 53' |     | Jiráček 3' · Pilař 6' |

| Polònia            | 1–1 | Rússia       |
| ------------------ | --- | ------------ |
| Błaszczykowski 57' |     | Dzagóiev 37' |

| República Txeca | 1–0 | Polònia |
| --------------- | --- | ------- |
| Jiráček 72'     |     |         |

| Grècia          | 1–0 | Rússia |
| --------------- | --- | ------ |
| Karagunis 45+2' |     |        |

### Grup B
| Equip         | Pts | J | G | E | P | GF | GC | Dif |
| ------------- | --- | - | - | - | - | -- | -- | --- |
| Alemanya      | 9   | 3 | 3 | 0 | 0 | 5  | 2  | +3  |
| Portugal      | 6   | 3 | 2 | 0 | 1 | 5  | 4  | +1  |
| Dinamarca     | 3   | 3 | 1 | 0 | 2 | 4  | 5  | -1  |
| Països Baixos | 0   | 3 | 0 | 0 | 3 | 2  | 5  | -3  |

| Països Baixos | 0–1 | Dinamarca       |
| ------------- | --- | --------------- |
|               |     | Krohn-Dehli 24' |

| Alemanya  | 1–0 | Portugal |
| --------- | --- | -------- |
| Gómez 72' |     |          |

| Dinamarca         | 2–3 | Portugal                            |
| ----------------- | --- | ----------------------------------- |
| Bendtner 41', 80' |     | Pepe 24' · Postiga 36' · Varela 87' |

| Països Baixos  | 1-2 | Alemanya       |
| -------------- | --- | -------------- |
| Van Persie 73' |     | Gómez 24', 38' |

| Portugal         | 2–1 | Països Baixos     |
| ---------------- | --- | ----------------- |
| Ronaldo 28', 74' |     | Van der Vaart 11' |

| Dinamarca       | 1-2 | Alemanya                  |
| --------------- | --- | ------------------------- |
| Krohn-Dehli 24' |     | Podolski 19' · Bender 80' |

### Grup C
| Equip               | Pts | J | G | E | P | GF | GC | Dif |
| ------------------- | --- | - | - | - | - | -- | -- | --- |
| Espanya             | 7   | 3 | 2 | 1 | 0 | 6  | 1  | +5  |
| Itàlia              | 5   | 3 | 1 | 2 | 0 | 4  | 2  | +2  |
| Croàcia             | 4   | 3 | 1 | 2 | 0 | 4  | 3  | +1  |
| República d'Irlanda | 0   | 3 | 0 | 0 | 3 | 1  | 9  | -8  |

| Espanya      | 1–1 | Itàlia        |
| ------------ | --- | ------------- |
| Fàbregas 64' |     | Di Natale 61' |

| República d'Irlanda | 1–3 | Croàcia                          |
| ------------------- | --- | -------------------------------- |
| St Ledger 19'       |     | Mandžukić 03', 48' · Jelavić 43' |

| Itàlia    | 1–1 | Croàcia       |
| --------- | --- | ------------- |
| Pirlo 39' |     | Mandžukić 72' |

| Espanya                                    | 4–0 | República d'Irlanda |
| ------------------------------------------ | --- | ------------------- |
| Torres 04', 70' · Silva 49' · Fàbregas 83' |     |                     |

| Croàcia | 0-1 | Espanya   |
| ------- | --- | --------- |
|         |     | Navas 88' |

| Itàlia                      | 2-0 | República d'Irlanda |
| --------------------------- | --- | ------------------- |
| Cassano 35' · Balotelli 90' |     |                     |

### Grup D
| Equip      | Pts | J | G | E | P | GF | GC | Dif |
| ---------- | --- | - | - | - | - | -- | -- | --- |
| Anglaterra | 7   | 3 | 2 | 1 | 0 | 5  | 3  | +2  |
| França     | 4   | 3 | 1 | 1 | 1 | 3  | 3  | 0   |
| Ucraïna    | 3   | 3 | 1 | 0 | 2 | 2  | 4  | -2  |
| Suècia     | 3   | 3 | 1 | 0 | 2 | 5  | 5  | 0   |

| França    | 1-1 | Anglaterra  |
| --------- | --- | ----------- |
| Nasri 39' |     | Lescott 30' |

| Ucraïna            | 2–1 | Suècia          |
| ------------------ | --- | --------------- |
| Xevtxenko 55', 62' |     | Ibrahimovic 52' |

| Ucraïna | 0–2 | França                 |
| ------- | --- | ---------------------- |
|         |     | Ménez 53' · Cabaye 56' |

| Suècia            | 2–3 | Anglaterra                              |
| ----------------- | --- | --------------------------------------- |
| Mellberg 49', 59' |     | Carroll 23' · Walcott 64' · Welbeck 78' |

| Anglaterra | 1-0 | Ucraïna |
| ---------- | --- | ------- |
| Rooney 48' |     |         |

| Suècia                          | 2-0 | França |
| ------------------------------- | --- | ------ |
| Ibrahimović 54' · Larsson 90+1' |     |        |

## Segona fase
Les hores estan indicades segons el fus local: UTC+2 a Polònia i UTC+3 a Ucraïna. L'horari de Polònia és el mateix que el de Catalunya.
|  | Quarts de final       | Quarts de final       |                      |       | Semifinals | Semifinals |  |  | Final | Final |
|  |                       |                       |                      |       |            |            |  |  |       |       |
|  | 21 de juny - Varsòvia |                       |                      |       |            |            |  |  |       |       |
|  |                       |                       |                      |       |            |            |  |  |       |       |
|  | República Txeca       | 0                     |                      |       |            |            |  |  |       |       |
|  | República Txeca       | 0                     | 27 de juny - Donetsk |       |            |            |  |  |       |       |
|  | Portugal              | 1                     |                      |       |            |            |  |  |       |       |
|  | Portugal              | 1                     | Portugal             | 0 (2) |            |            |  |  |       |       |
|  | 23 de juny - Donetsk  |                       | Portugal             | 0 (2) |            |            |  |  |       |       |
|  |                       | Espanya               | 0 (4)                |       |            |            |  |  |       |       |
|  | Espanya               | Espanya               | 0 (4)                | 2     |            |            |  |  |       |       |
|  | Espanya               |                       | 1 de juliol - Kíev   | 2     |            |            |  |  |       |       |
|  | França                | 0                     |                      |       |            |            |  |  |       |       |
|  | França                | 0                     | Espanya              | 4     |            |            |  |  |       |       |
|  | 22 de juny - Gdańsk   |                       | Espanya              | 4     |            |            |  |  |       |       |
|  |                       | Itàlia                | 0                    |       |            |            |  |  |       |       |
|  | Alemanya              | Itàlia                | 0                    | 4     |            |            |  |  |       |       |
|  | Alemanya              | 28 de juny - Varsòvia |                      | 4     |            |            |  |  |       |       |
|  | Grècia                | 2                     |                      |       |            |            |  |  |       |       |
|  | Grècia                | 2                     | Alemanya             | 1     |            |            |  |  |       |       |
|  | 24 de juny - Kíev     |                       | Alemanya             | 1     |            |            |  |  |       |       |
|  |                       | Itàlia                | 2                    |       |            |            |  |  |       |       |
|  | Anglaterra            | Itàlia                | 2                    | 0 (2) |            |            |  |  |       |       |
|  | Anglaterra            |                       |                      | 0 (2) |            |            |  |  |       |       |
|  | Itàlia                | 0 (4)                 |                      |       |            |            |  |  |       |       |
|  | Itàlia                | 0 (4)                 |                      |       |            |            |  |  |       |       |

### Quarts de final
| República Txeca | 0-1    | Portugal    |
| --------------- | ------ | ----------- |
|                 | Report | Ronaldo 79' |

| Alemanya                                      | 4-2    | Grècia                                |
| --------------------------------------------- | ------ | ------------------------------------- |
| Lahm 39' · Khedira 61' · Klose 68' · Reus 74' | Report | Samaràs 55' · Salpinguidis 89' (pen.) |

| Espanya                  | 2-0    | França |
| ------------------------ | ------ | ------ |
| Alonso 19', 90+1' (pen.) | Report |        |

| Anglaterra                      | 0-0    | Itàlia                                              |
| ------------------------------- | ------ | --------------------------------------------------- |
|                                 | Report |                                                     |
| Tanda de penals                 |        |                                                     |
| Gerrard · Rooney · Young · Cole | 2-4    | Balotelli · Montolivo · Pirlo · Nocerino · Diamanti |

### Semifinals
| Portugal                                                  | 0-0    | Espanya                                                         |
| --------------------------------------------------------- | ------ | --------------------------------------------------------------- |
|                                                           | Report |                                                                 |
| Tanda de penals                                           |        |                                                                 |
| Joao Moutinho aturat' · Pepe · Nani · Bruno Alves al pal' | 2-4    | Alonso aturat' · Iniesta · Gerard Piqué · Ramos · Cesc Fàbregas |

| Millor jugador del partit: Sergio Ramos Àrbitres assistents: Bahattin Duran Tarik Ongun Quart àrbitre: Damir Skomina |

| Alemanya          | 1-2    | Itàlia             |
| ----------------- | ------ | ------------------ |
| Özil 90+2' (pen.) | Report | Balotelli 20', 36' |

| Millor jugador del partit: Andrea Pirlo Àrbitres assistents: Frédéric Cano Michael Annonier Quart àrbitre: Howard Webb |

### Final
| Espanya                                                 | 4-0    | Itàlia |
| ------------------------------------------------------- | ------ | ------ |
| Silva 14' · Jordi Alba 41' · Torres 84' · Juan Mata 88' | Report |        |

| Millor jugador del partit: Andrés Iniesta Àrbitres assistents: Bertino Cunha Miranda Ricardo Jorge Ferreira Santos Quart àrbitre: Cuneyt Cakir (Turquia) |

|  | Campió: ESPANYA Tercer títol |

## Equip Ideal del Torneig i Millor Jugador del Torneig
El Grup d'Estudis Tècnics de la UEFA va triar, després de la fi del campionat, l'equip ideal, compost pels 23 millors jugadors segons la seva posició en el camp de joc. Espanya va ser l'equip amb més jugadors seleccionats amb deu.
A més, el Grup d'Estudis Tècnics va triar també al millor jugador del torneig. El jugador escollit com a guanyador del «Premi Jugador del Torneig» va ser el migcampista espanyol Andrés Iniesta.
| Porters                                     | Defenses                                                              | Migcampistes | Davanters                                                                      |
| ------------------------------------------- | --------------------------------------------------------------------- | --- | ------------------------------------------------------------------------------ |
| Manuel Neuer Iker Casillas Gianluigi Buffon | Fábio Coentrão Gerard Piqué Sergio Ramos Pepe Jordi Alba Philipp Lahm | Daniele de Rossi Steven Gerrard Sami Khedira Xavi Hernández Andrés Iniesta Sergio Busquets Xabi Alonso Mesut Özil Andrea Pirlo | Mario Balotelli Zlatan Ibrahimović David Silva Cesc Fàbregas Cristiano Ronaldo |

## Màxims golejadors
3 gols
- Fernando Torres (guanyador per ser el jugador (dels empatats a gols i assistències) en jugar menys minuts)[22]
- Mario Gomez
- Alan Dzagóiev
- Mario Mandžukić
- Mario Balotelli
- Cristiano Ronaldo

2 gols
- Andrí Xevtxenko
- Zlatan Ibrahimović
- Michael Krohn-Dehli
- Nicklas Bendtner
- Dimitris Salpinguidis
- Cesc Fàbregas

## Estadístiques finals
| Equip | Equip           | Pts | PJ | PG | PE | PP | GF | GC | Dif | %   |
| ----- | --------------- | --- | -- | -- | -- | -- | -- | -- | --- | --- |
| 1     | Espanya         | 14  | 6  | 4  | 2  | 0  | 12 | 1  | +11 | 78% |
| 2     | Itàlia          | 9   | 6  | 2  | 3  | 1  | 6  | 7  | -1  | 50% |
| 3     | Alemanya        | 12  | 5  | 4  | 0  | 1  | 10 | 6  | +4  | 80% |
| 4     | Portugal        | 10  | 5  | 3  | 1  | 1  | 6  | 4  | +2  | 67% |
| 5     | Anglaterra      | 8   | 4  | 2  | 2  | 0  | 5  | 3  | +2  | 67% |
| 6     | República Txeca | 6   | 4  | 2  | 0  | 2  | 4  | 6  | -2  | 50% |
| 7     | Grècia          | 4   | 4  | 1  | 1  | 2  | 5  | 7  | -2  | 33% |
| 8     | França          | 4   | 4  | 1  | 1  | 2  | 3  | 5  | -2  | 33% |
| 9     | Rússia          | 4   | 3  | 1  | 1  | 1  | 5  | 3  | +2  | 44% |
| 10    | Croàcia         | 4   | 3  | 1  | 1  | 1  | 4  | 3  | +1  | 44% |
| 11    | Dinamarca       | 3   | 3  | 1  | 0  | 2  | 4  | 5  | -1  | 33% |
| 12    | Ucraïna         | 3   | 3  | 1  | 0  | 2  | 2  | 4  | -2  | 33% |
| 13    | Suècia          | 3   | 3  | 1  | 0  | 2  | 5  | 5  | 0   | 33% |
| 14    | Polònia         | 2   | 3  | 0  | 2  | 1  | 2  | 3  | -1  | 22% |
| 15    | Països Baixos   | 0   | 3  | 0  | 0  | 3  | 2  | 5  | -3  | 0%  |
| 16    | Irlanda         | 0   | 3  | 0  | 0  | 3  | 1  | 9  | -8  | 0%  |